# NGC 2128
NGC 2128 је елиптична галаксија у сазвежђу Жирафа која се налази на NGC листи објеката дубоког неба.
Деклинација објекта је + 57° 37' 39" а ректасцензија 6h 4m 34,0s. Привидна величина (магнитуда) објекта NGC 2128 износи 12,6 а фотографска магнитуда 13,6. NGC 2128 је још познат и под ознакама UGC 3392, MCG 10-9-10, CGCG 284-6, IRAS 06002+5737, PGC 18374.